# Hordago
Hordago est un groupe armé actif en France dans les années 1980. Il luttait pour l'indépendance du Pays basque. Il est responsable de 15 attentats au Pays basque français dont une agence de travail temporaire à Anglet et plusieurs établissements bancaires.